# Sebastian Marshall
Sebastian Marshall (Tunbridge Wells, 29 maggio 1988) è un copilota di rally britannico.

## Biografia
Disputò la sua prima gara nel 2005, al Hamsterley Forest Stages, in Gran Bretagna, a bordo di una Peugeot 106 pilotata dal connazionale Mark Gamble e nelle due stagioni successive continuò a correre in eventi britannici. 
Esordì nel mondiale al Rally di Germania del 2008 con Richard Moore su una Ford Fiesta ST, classificandosi al 52º posto assoluto e al sesto in classe N3 e nel 2009 gareggiò nel campionato britannico con Adam Gould. 

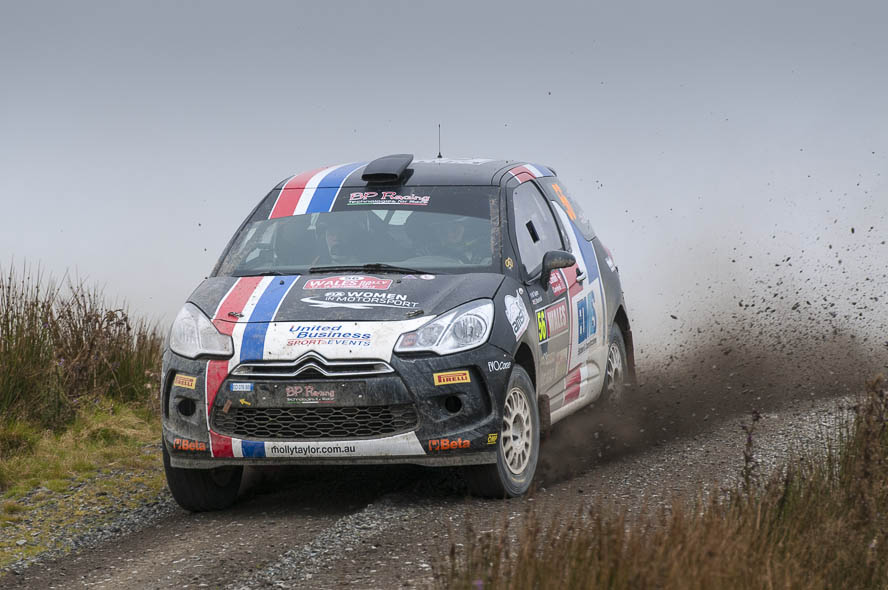
Marshall e Molly Taylor al Rally di Gran Bretagna 2012

Nel 2010 affrontò la stagione al fianco di Harry Hunt con una Ford Fiesta R2, disputando vari appuntamenti dell'IRC e affrontando il campionato Junior WRC, concluso all'ottavo posto finale. Nel 2011 gareggiò invece con l'australiana Molly Taylor nel WRC Academy, con la quale corse anche nel 2010. Il 2013 lo vide invece impegnato con la Taylor nell'ERC su una Citroën DS3 R3. Nel 2014, oltre a disputare alcuni rally con la Taylor nella serie Junior WRC, gareggiò prevalentemente al fianco dell'olandese Kevin Abbring, a bordo di una Peugeot 208 T16 del team Peugeot Rally Academy, succursale della squadra ufficiale Peugeot Sport dedicata agli equipaggi emergenti, affrontando sia l'ERC che alcune gare iridate.
Nel 2015 Marshall passò a competere nella massima categoria, sempre al fianco di Abbring, al volante della Hyundai i20 WRC  del team ufficiale Hyundai Motorsport, disputando in totale cinque gare mondiali. Nel 2016 ottenne i suoi primi punti iridati, terminando al nono posto al Rally di Finlandia con Abbring.

### 2017: il sodalizio con Paddon

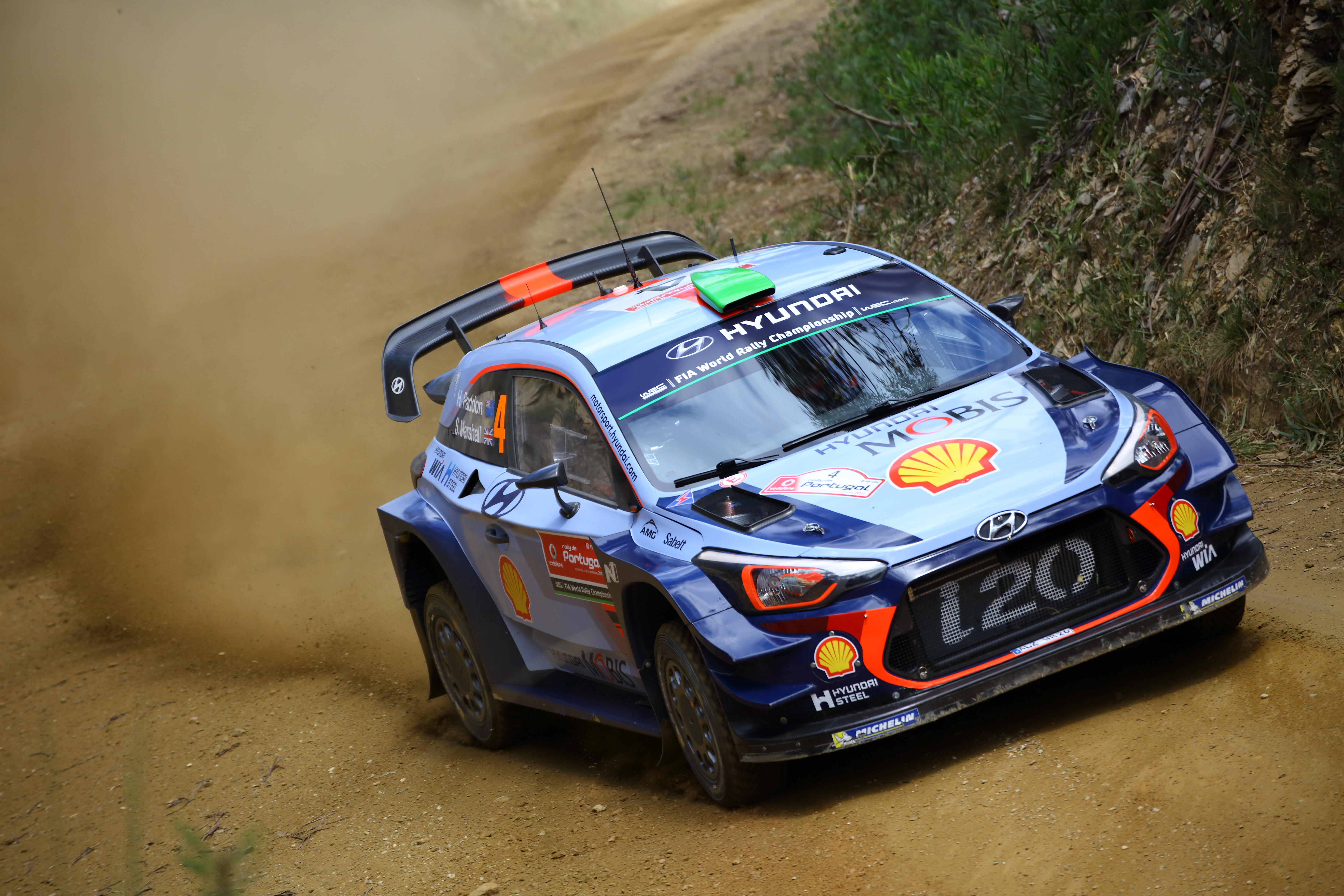
Marshall e Paddon con la Hyundai i20 Coupe WRC al Rally del Portogallo 2017

Nel 2017 vi fu la svolta per la carriera di Marshall e a partire dal Rally del Portogallo divenne il copilota titolare di Hayden Paddon, prima guida della squadra Hyundai, sostituendo il veterano John Kennard, infortunatosi nella gara precedente e poi ritiratosi dall'attività agonistica durante l'anno; ottenne il suo primo podio in carriera terminando secondo al Rally di Polonia e concludendo la sua prima annata da copilota ufficiale al dodicesimo posto in classifica generale.

Per il 2018 la coppia è stata confermata dalla squadra sudcoreana per guidare la terza Hyundai i20 Coupe WRC, dovendo tuttavia alternarsi alla sua guida con la coppia spagnola formata da Dani Sordo e Carlos del Barrio per tutta la stagione.

## Risultati nel mondiale rally

### WRC
| 2008 | Scuderia | Vettura        |  |  |  |  |  |  |  |  |  |    |  |  |  |  |  | Punti | Pos. |
| ---- | -------- | -------------- |  |  |  |  |  |  |  |  |  | -- |  |  |  |  |  | ----- | ---- |
| 2008 |          | Ford Fiesta ST |  |  |  |  |  |  |  |  |  | 53 |  |  |  |  |  | -     |      |

| 2010 | Scuderia | Vettura        |    |  |  |    |  |    |     |     |     |  |    |    |    |  |  | Punti | Pos. |
| ---- | -------- | -------------- | -- |  |  | -- |  | -- | --- | --- | --- |  | -- | -- | -- |  |  | ----- | ---- |
| 2010 |          | Ford Fiesta R2 | 43 |  |  | 18 |  | 51 | Rit | Rit | Rit |  | 39 | 27 | 34 |  |  | -     |      |

| 2012 | Scuderia                | Vettura        |  |  |  |  |  |  |  |     |  |    |  |  |  |  |  | Punti | Pos. |
| ---- | ----------------------- | -------------- |  |  |  |  |  |  |  | --- |  | -- |  |  |  |  |  | ----- | ---- |
| 2012 | United Rally Management | Citroën DS3 R3 |  |  |  |  |  |  |  | Rit |  | 20 |  |  |  |  |  | -     |      |

| 2013 | Scuderia | Vettura        |  |  |  |  |  |  |  |  |  |  |  |  |    |  |  | Punti | Pos. |
| ---- | -------- | -------------- |  |  |  |  |  |  |  |  |  |  |  |  | -- |  |  | ----- | ---- |
| 2013 |          | Citroën DS3 R3 |  |  |  |  |  |  |  |  |  |  |  |  | 23 |  |  | -     |      |

| 2014 | Scuderia              | Vettura                        |  |  |  |  |  |  |    |    |  |  |    |  |    |  |  | Punti | Pos. |
| ---- | --------------------- | ------------------------------ |  |  |  |  |  |  | -- | -- |  |  | -- |  | -- |  |  | ----- | ---- |
| 2014 | Peugeot Rally Academy | Peugeot 208 T16 Citroën DS3 R3 |  |  |  |  |  |  | 45 | 35 |  |  | 14 |  | 32 |  |  | -     |      |

| 2015 | Scuderia             | Vettura         |  |    |  |  |  |  |    |  |    |  |     |  |     |  |  | Punti | Pos. |
| ---- | -------------------- | --------------- |  | -- |  |  |  |  | -- |  | -- |  | --- |  | --- |  |  | ----- | ---- |
| 2015 | Hyundai Motorsport N | Hyundai i20 WRC |  | 11 |  |  |  |  | 15 |  | 11 |  | Rit |  | Rit |  |  | -     |      |

| 2016 | Scuderia             | Vettura                                           |  |  |  |  |     |    |  |   |  |  |     |   |     |  |  | Punti | Pos. |
| ---- | -------------------- | ------------------------------------------------- |  |  |  |  | --- | -- |  | - |  |  | --- | - | --- |  |  | ----- | ---- |
| 2016 | Hyundai Motorsport N | Hyundai i20 WRC Hyundai NG i20 WRC Hyundai i20 R5 |  |  |  |  | Rit | 15 |  | 9 |  |  | Rit | 7 | Rit |  |  | 10    | 16º  |

| 2017 | Scuderia           | Vettura               |    |  |  |  |  |     |     |   |     |   |  |   |   |  |  | Punti | Pos. |
| ---- | ------------------ | --------------------- | -- |  |  |  |  | --- | --- | - | --- | - |  | - | - |  |  | ----- | ---- |
| 2017 | Hyundai Motorsport | Hyundai i20 Coupe WRC | 31 |  |  |  |  | Rit | Rit | 2 | Rit | 8 |  | 8 | 3 |  |  | 41    | 12º  |

| 2018 | Scuderia           | Vettura               |  |   |  |  |  |     |   |   |  |   |   |  |   |  |  | Punti | Pos. |
| ---- | ------------------ | --------------------- |  | - |  |  |  | --- | - | - |  | - | - |  | - |  |  | ----- | ---- |
| 2018 | Hyundai Motorsport | Hyundai i20 Coupe WRC |  | 5 |  |  |  | Rit | 4 | 4 |  | 3 | 7 |  | 2 |  |  | 73    | 7º   |

| 2019 | Scuderia                | Vettura          |    |   |    |    |   |     |     |   |     |    |   |    |  |  |  | Punti | Pos. |
| ---- | ----------------------- | ---------------- | -- | - | -- | -- | - | --- | --- | - | --- | -- | - | -- |  |  |  | ----- | ---- |
| 2019 | Toyota Gazoo Racing WRT | Toyota Yaris WRC | 61 | 6 | 52 | 91 | 4 | 105 | Rit | 8 | Rit | 24 | 7 | 29 |  |  |  | 98    | 6º   |

| 2021 | Scuderia                                | Vettura                                    |  |   |  |  |  |  |     |  |     |    |  |  |  |  |  | Punti | Pos. |
| ---- | --------------------------------------- | ------------------------------------------ |  | - |  |  |  |  | --- |  | --- | -- |  |  |  |  |  | ----- | ---- |
| 2021 | Hyundai 2C Competition e M-Sport Poland | Hyundai i20 Coupe WRC e Ford Fiesta Rally3 |  | 7 |  |  |  |  | Rit |  | Rit | 20 |  |  |  |  |  | 6     | 21º  |

| Legenda | 1º posto | 2º posto | 3º posto | A punti | Senza punti | Ritirato | Squalificato | NP=Non partito C=Gara cancellata | Apice=Power stage |

### WRC-2
| 2016 | Scuderia             | Vettura        |  |  |  |  |  |  |  |  |  |  |     |  |     |  |  | Punti | Pos. |
| ---- | -------------------- | -------------- |  |  |  |  |  |  |  |  |  |  | --- |  | --- |  |  | ----- | ---- |
| 2016 | Hyundai Motorsport N | Hyundai i20 R5 |  |  |  |  |  |  |  |  |  |  | Rit |  | Rit |  |  | -     |      |

| Legenda | 1º posto | 2º posto | 3º posto | A punti | Senza punti | Ritirato | Squalificato | NP=Non partito C=Gara cancellata | Apice=Power stage |

### WRC-3
| 2014 | Scuderia | Vettura        |  |  |  |  |  |  |   |   |  |  |  |  |   |  |  | Punti | Pos. |
| ---- | -------- | -------------- |  |  |  |  |  |  | - | - |  |  |  |  | - |  |  | ----- | ---- |
| 2014 |          | Citroën DS3 R3 |  |  |  |  |  |  | 8 | 4 |  |  |  |  | 4 |  |  | 23    |      |

| Legenda | 1º posto | 2º posto | 3º posto | A punti | Senza punti | Ritirato | Squalificato | NP=Non partito C=Gara cancellata | Apice=Power stage |

### Junior WRC / WRC Academy
| 2010 | Scuderia | Vettura        |  |  |  |   |  |   |     |  |  |  |   |   |    |  |  | Punti | Pos. |
| ---- | -------- | -------------- |  |  |  | - |  | - | --- |  |  |  | - | - | -- |  |  | ----- | ---- |
| 2010 |          | Ford Fiesta R2 |  |  |  | 5 |  | 6 | Rit |  |  |  | 7 | 5 | 34 |  |  | 34    | 8º   |

| 2011 | Scuderia | Vettura        |  |  |  |  |  |  |  |   |    |  |   |  |   |  |  | Punti | Pos. |
| ---- | -------- | -------------- |  |  |  |  |  |  |  | - | -- |  | - |  | - |  |  | ----- | ---- |
| 2011 |          | Ford Fiesta R2 |  |  |  |  |  |  |  | 9 | 14 |  | 5 |  | 5 |  |  | 28    | 5º   |

| 2012 | Scuderia | Vettura        |  |  |  |  |  |  |  |  |  |  |  |  |   |  |  | Punti | Pos. |
| ---- | -------- | -------------- |  |  |  |  |  |  |  |  |  |  |  |  | - |  |  | ----- | ---- |
| 2012 |          | Ford Fiesta R2 |  |  |  |  |  |  |  |  |  |  |  |  | 3 |  |  | 18    | 9º   |

| 2014 | Scuderia | Vettura        |  |  |  |  |  |  |   |   |  |  |  |  |   |  |  | Punti | Pos. |
| ---- | -------- | -------------- |  |  |  |  |  |  | - | - |  |  |  |  | - |  |  | ----- | ---- |
| 2014 |          | Citroën DS3 R3 |  |  |  |  |  |  | 8 | 3 |  |  |  |  | 4 |  |  | 31    | 5º   |

| Legenda | 1º posto | 2º posto | 3º posto | A punti | Senza punti | Ritirato | Squalificato | NP=Non partito C=Gara cancellata | Apice=Power stage |